# Таністрофей
Таністрофей (Tanystropheus) — рід викопних ящероподібних плазунів підкласу лепідозаврів, що існував у тріасовому періоді в Європі, Азії та Північній Америці. Він має характерну надзвичайно видовжену шию, довшу за його тулуб і хвіст разом узяті. Шия складалася з 13 хребців, укріплених широкими шийними ребрами. Таністрофей — один з найкраще вивчених неархозавроформних архозавроморфів, відомий за численними скам'янілостями, зокрема майже повними скелетами. Деякі види в межах роду могли досягати загальної довжини 6 метрів.
Таністрофей містить щонайменше два валідних види та деякі не категоризовані скам'янілості. Типовим видом Tanystropheus є T. conspicuus — сумнівна назва, яку вживають до особливо великих скам'янілостей з Німеччини та Польщі. Повні скелети поширені у формації Безано гір Сан-Джорджіо, на кордоні Італії та Швейцарії. Скам'янілості з Сан-Джорджіо належать до двох видів: меншого T. longobardicus і більшого T. hydroides.

## Опис
Таністрофей був одним з найдовших відомих неархозавроформних архозавроморфів. Хребці, віднесені до T. conspicuus, ймовірно, належали тварині довжиною до п'яти-шести метрів. T. hydroides був приблизно такого ж розміру, найбільші екземпляри сягали приблизно 5,25 метра. T. longobardicus був значно меншим, його абсолютний максимальний розмір сягав двох метрів.
Існував у середньому тріасовому періоді. Поряд з архаїчними ознаками (наявність тім'яного отвору, розташування зубів не лише в щелепах, але і на піднебінні, двоввігнуті хребці, наявність черевних ребер) характерні і межі своєрідної спеціалізації (незвичайно довга і рухлива шия та інші).
Систематичне положення таністрофея остаточно не встановлене.

## Історія відкриття
Розкопки 19 століття в горах Сан-Джорджіо, об'єкті всесвітньої спадщини ЮНЕСКО на італійсько-швейцарському кордоні, виявили фрагментарні скам'янілості тварини з трикутними зубами та видовженими кістками. У 1886 році Франческо Бассані ідентифікував незвичайну скам'янілість як птерозавра, якого він назвав Tribelesodon longobardicus. Голотипний зразок Tribelesodon longobardicus зберігався в Міланському музеї природничої історії (Museo Civico di Storia Naturale di Milano) і був знищений під час бомбардувань Мілана силами альянти в ході Другої світової війни.